# 名誉駅長

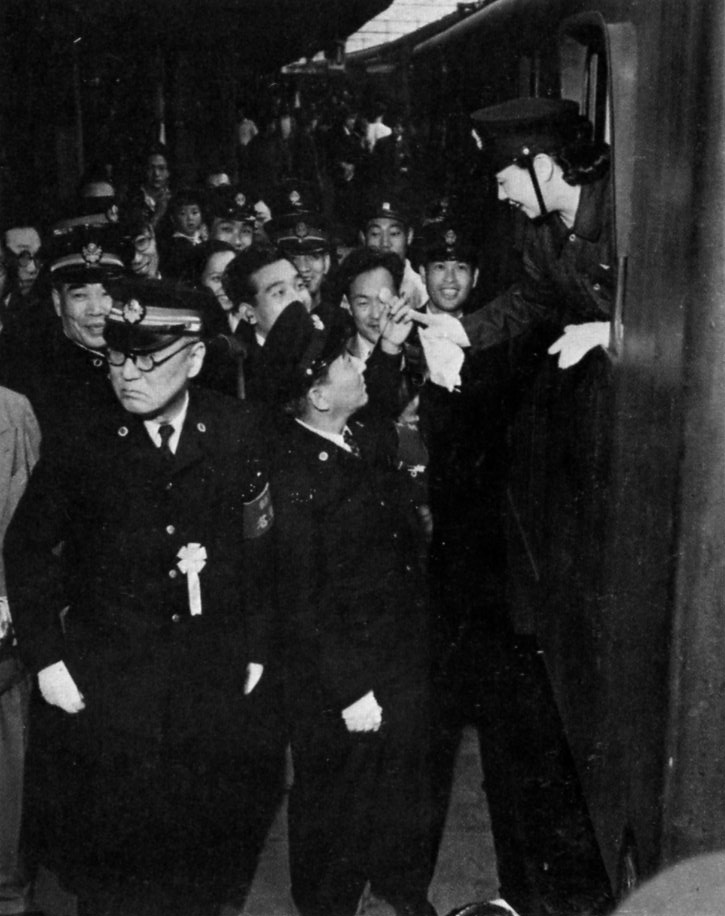
東京駅での鉄道開業80周年記念行事
前列左: 内田百閒（文筆家） - 名誉駅長
前列右: 松井翠声（漫談家） - 名誉車掌
機関車側窓: （初代）西崎緑（舞踊家） - 名誉機関士

名誉駅長（めいよえきちょう）は、鉄道会社等の公共交通機関をはじめとした「駅」の設置者が任命する役職、あるいは授与する称号の1つ。名誉称号の一種。関連する称号・職名として、一日駅長、名誉副駅長、名誉機関士、名誉車掌がある（名誉副駅長、名誉機関士、名誉車掌については本項で解説）。
狭義には固有名詞（主として職名・称号）としての「名誉駅長」を指すが、広義には名誉職としての「駅長」ないし関連・類似する職名・称号も本項の説明に含める。また、主として鉄道駅の名誉駅長を対象とするが、自動車駅や道の駅、物語の登場人物やキャラクター等の創作物の事例も本項で解説する。広報キャラクターとしての選任で、任期が1日限りの職名の場合は一日駅長と呼ばれる。その職掌としては駅長としての管理実務ではなく、地域住民・乗客とのふれあいや駅・鉄道の広報である。
有名人などを招き、一日駅長としてイベントを行うことがある。特別なたすきなどで飾られた制服や制帽を身につけ、通常の駅長が受け持つ複雑な業務ではなく、利用客や地域住民とのふれあいを目的とする名誉職であり、警察の一日署長などと同様のイベントである。稀に動物も一日駅長とすることがある。

## 名誉駅長

### 鉄道駅の名誉駅長

#### 人
名誉駅長は主に鉄道会社と個々の駅に置かれる名誉職である。東日本旅客鉄道八王子支社では青梅線の無人駅である石神前駅、沢井駅、軍畑駅に退職した社員を起用しているほか、西日本旅客鉄道岡山支社でも退職者を赤穂線大多羅駅、姫新線東津山駅、同線岩山駅の名誉駅長に任命している。また、鹿島臨海鉄道の涸沼駅では地元住民を名誉駅長に任命し、駅の管理を任せている。芸能人をシンボルキャラクターとして起用する例では2013年11月3日、NHK朝の連続テレビ小説「あまちゃん」の舞台となった岩手県の三陸鉄道であまちゃんの登場人物である大向大吉役の杉本哲太が久慈駅の名誉駅長に任命されている。近年では、東急電鉄が乗客向けのポイントサービスとして「のるレージ」事業を展開しているが、「のるレージ」の登録者がICカードPASMOでポイントをため、最高ランクに到達すると名誉駅長に認定され、各種特典を受けられる仕組みとなっている。

#### 人間以外

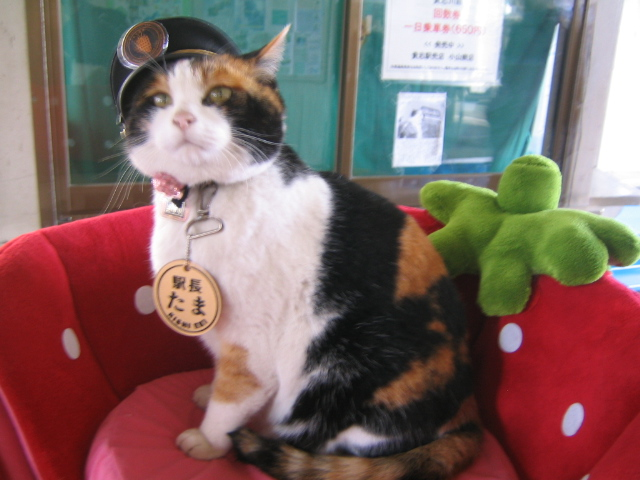
貴志駅の先代たま駅長（2007年2月12日撮影）

貴志駅（和歌山電鐵貴志川線）では、2007年に猫の「たま」が駅長に任命されて話題を呼んだ。たまの主な業務は（招き猫のように）「客招き」である。これにならって他の鉄道会社でも駅と関わりのある動物などを名誉駅長として任命するケースが現れた。近年では、動物のみならず、架空のキャラクターを名誉駅長とする事例もみられる。
名誉駅長ではなく単に「駅長」として任命される場合もあるが、駅の管理実務に携わるものではないため、ここでは名誉駅長の事例として扱う。日本国内の「動物駅長」については動物駅長を参照。

#### 任命事例
西武鉄道・大泉学園駅 - 車掌（キャラクター）
2008年3月に、同駅周辺がアニメ制作会社が集まる地域であることから、そのイベントの一環として『銀河鉄道999』（松本零士作）の登場人物を名誉駅長に任命した。
京王電鉄・京王多摩センター駅 - ハローキティ（キャラクター）
2016年3月、名誉駅長にハローキティが任命されている。
高雄捷運・橋頭糖廠駅 - 蜜柑(Mikan)（ネコ）
台湾南部高雄市橋頭区で高雄捷運に引き取られた野良猫が2020年秋より站長（駅長）となる。ミカンは中国語では橘子（拼音: Júzi）だが、漢字表記も読みも日本語となっている。2021年には共に猫好きとして知られる中華民国総統の蔡英文や高雄市長の陳其邁も視察に訪れた。

### 道の駅の名誉駅長

#### 人間以外
道の駅神話の里 白うさぎの「ウサギ駅長」
2009年7月にここで飼われているウサギを名誉駅長に任命するイベントが行われた。

## 名誉副駅長
鉄道会社では、PRキャラクターの一環で著名人に名誉副駅長を委嘱する例がある。2013年11月3日、NHK朝の連続テレビ小説「あまちゃん」で大向大吉役を演じた杉本哲太が久慈駅の名誉駅長に任命された際、同作品で副駅長の吉田正義役を演じた荒川良々も名誉副駅長を委嘱されたのはその例である。

## 名誉機関士
名誉駅長に関係する職名・称号として名誉機関士がある。ドイツ放送フィル・ハーモニーの首席ホルン奏者テオドール・ヴィメスが同国の観光鉄道ブロッケン鉄道の名誉機関士を務めているのはその主な例である。

### 報道資料
- 『読売新聞』2009年6月25日中部長官愛知2版
- 『読売新聞』2012年3月24日東京朝刊多摩版
- 『読売新聞』2012年9月1日大阪朝刊岡山版
- 『読売新聞』2013年2月3日東京朝刊茨城東版
- 『読売新聞』2013年11月4日東京朝刊